# Кофер Блек
Джозеф Кофер Блек (нар. 1950, Стемфорд, штат Коннектикут, США) — колишній керівник Антитерористичного Центру ЦРУ (1999—2002), посол з особих доручень Держдепартаменту США по боротьбі з тероризмом (2002—2004). Кофер Блек є визнаним експертом у сфері боротьби з тероризмом, кібербезпеки, національної безпеки і міжнародних відносин.

### Освіта
Джозеф Блек отримав ступінь бакалавра і ступінь магістра за спеціальністю «Міжнародні Відносини» в університеті Південної Каліфорнії.

### Служба в ЦРУ
Протягом 28 років Джозеф Кофер Блек служив в оперативному управлінні ЦРУ. З 1974 р. по 1995 р. він взяв участь у шістьох успішних операціях Центрального Розвідувального Управління США в Африці та Європі. З 1993 по 1995 рр. координував операції ЦРУ у Судані. Протягом служби в Судані був відповідальним за збір даних розвідки, що у 1994 році привели до захоплення терориста відомого як Карлос Шакал. У 1995 р. Джозефа Кофера Блека призначили Головою оперативних операцій у Відділі Близького Сходу та Південної Азії. У 1998—1999 рр. він займав посаду заступника Голови Латиноамериканського відділу.
У 1998 р. Директор ЦРУ Джордж Тенет оголосив війну проти Осами бен Ладена, а в 1999 — призначив Блека директором Антитерористичного Центру ЦРУ. Тенет очікував нового комплексного плану нападу на Осаму бен Ладена та його союзників. У свою чергу, Антитерористичний Центр ЦРУ підготував свій план нападу та представив його на розгляд управлінню ЦРУ. Блек запропонував створити спеціальні групи, які могли б змішатися з місцевим мусульманським населенням та проникнути до схованок бен Ладена.
Крім того, Блек домовився про зустріч команди ЦРУ з лідером Північного Альянсу Ахмедом шах Масудом для обговорення операцій проти бен Ладена. Влітку 2001 р. Тенет, Блек та інші високопосадовці ЦРУ повідомили Адміністрацію Буша про небезпеку, яку представляє Аль Каїда.
Відразу після трагедії 9/11 Блек створив і координував команду, якій вдалося успішно контратакувати Аль-Каїду і Талібан у рамках програми ухваленої Президентом США під назвою «Worldwide Attack Matrix». Завдяки проведенню низки заходів, ЦРУ вдалося зупинити Осаму бен Ладена і Аль-Каїду від реалізації нових запланованих нападів на Сполучені Штати. Більш того, 10 липня 2001 року, за два місяці до 9/11, Блек попередив радників Президента США про неминучий теракт, закликаючи уряд негайно вжити запобіжних заходів.

### Кар'єра після ЦРУ
З 2002 по 2004 рік Джозеф Кофер Блек був послом з особих доручень і координатором з питань боротьби з тероризмом Держдепартаменту США. На цій посаді Блек відповідав за розробку, координацію та реалізацію політики США спрямованої на боротьбу з тероризмом. Бюро Держдепартаменту під керівництвом Блека відіграло ключову роль у формуванні оперативних груп для координації зусиль і реагування на міжнародні терористичні атаки.
Після своєї відставки у 2005 році, Джозеф Кофер Блек займається консультацією провідних світових компаній щодо розвитку бізнесу та оцінки ризиків. З 2005 по 2008 рр. Блек був заступником голови Blackwater USA (Academi), найбільшої приватної американської охоронної фірми, а також головою Total Intelligence Solutions, приватної фірми, що спеціалізується на розвідці.
З січня 2016 р. займає посаду незалежного директора публічної біотехнологічної компанії Nortwest Biotherapeutics [Архівовано 12 березня 2017 у Wayback Machine.].
У лютому 2016 року Джозеф Кофер Блек увійшов до складу Ради Директорів найбільшої приватної газової компанії України — Burisma Grouphttps://web.archive.org/web/20170312063700/http://burisma.com/news/dzhozef-kofer-blek-stav-chlenom-radi-direktoriv-burisma/.

### Інше
Джозеф Кофер Блек отримав ряд нагород за службу в ЦРУ: почесну медаль за «Заслуги у розвідці», медаль Джорджа Буша за видатні досягнення, а також спеціальну нагороду за успіхи у зборі розвідувальних даних.
Крім того, Джозеф Кофер Блек очолив групу з питань боротьби з тероризмом (2008 р.) і був старшим радником із закордонних справ (2011 р.) одного з кандидатів на посаду Президента США — Мітта Ромні.
Адміністрація новообраного Президента США Дональда Трампа розглядала його кандидатуру на посаду Директора ЦРУ.